# UFC 184
UFC 184: Rousey vs. Zingano（ユーエフシー・ワンエイティフォー：ラウジー・バーサス・ジンガーノ）は、アメリカ合衆国の総合格闘技団体「UFC」の大会の一つ。2015年2月28日、カリフォルニア州ロサンゼルスのステイプルズ・センターで開催された。

## 大会概要
本大会では王者のロンダ・ラウジーと挑戦者のキャット・ジンガーノによるUFC世界女子バンタム級タイトルマッチが組まれた。
元ボクシング女子世界王者ホリー・ホルムがUFCデビュー。

## 試合結果

### アーリープレリム
第1試合 フェザー級ワンマッチ 5分3R
○  マシオ・フーレン vs.  アレックス・トーレス ×
3R終了 判定2-1（28-29、29-28、29-28）
第2試合 ライト級ワンマッチ 5分3R
○  ヴァウミール・ラザロ vs.  ジェームス・クラウス ×
3R終了 判定2-1（29-28、28-29、29-28）

### プレリミナリーカード
第3試合 ヘビー級ワンマッチ 5分3R
○  デリック・ルイス vs.  ルアン・ポッツ ×
2R 3:18 TKO（マウントパンチ）
第4試合 ウェルター級ワンマッチ 5分3R
○  ティム・ミーンズ vs.  ディエゴ・リマ ×
1R 2:17 TKO（スタンドパンチ連打）
第5試合 バンタム級ワンマッチ 5分3R
－  ローマン・サラザール vs.  山本"KID"徳郁 －
2R 2:37 ノーコンテスト（アイポーク）
第6試合 ミドル級ワンマッチ 5分3R
○  ホアン・"ジュカオン"・カルネイロ vs.  マーク・ムニョス ×
1R 1:40 TKO（リアネイキドチョーク）

### メインカード
第7試合 ライト級ワンマッチ 5分3R
○  トニー・ファーガソン vs.  グレイゾン・チバウ ×
1R 2:37 リアネイキドチョーク
第8試合 ウェルター級ワンマッチ 5分3R
○  アラン・ジョウバン vs.  リチャード・ウォルシュ ×
1R 2:19 KO（右フック）
第9試合 ウェルター級ワンマッチ 5分3R
○  ジェイク・エレンバーガー vs.  ジョシュ・コスチェック ×
2R 4:20 ノースサウスチョーク
第10試合 女子バンタム級ワンマッチ 5分3R
○  ホリー・ホルム vs.  ラケル・ペニントン ×
3R終了 判定2-1（29-28、28-29、30-27）
第11試合 UFC世界女子バンタム級タイトルマッチ 5分5R
○  ロンダ・ラウジー vs.  キャット・ジンガーノ ×
1R 0:14 ストレートアームバー
※ラウジーが5度目の防衛に成功。

### 各賞
ファイト・オブ・ザ・ナイト： 該当者なし
パフォーマンス・オブ・ザ・ナイト： ロンダ・ラウジー、ジェイク・エレンバーガー、トニー・ファーガソン、ティム・ミーンズ
各選手にはボーナスとして5万ドルが授与された。

### カード変更
負傷などによるカードの変更は以下の通り。
- カイオ・マガリャエス → ホアン・"ジュカオン"・カルネイロ（第6試合）

- ヤンシー・メデイロス → グレイゾン・チバウ（第7試合）

- アントニオ・シウバ vs. フランク・ミア → UFC Fight Night 61に移動

- クリス・ワイドマン vs. ビクトー・ベウフォート → ワイドマンの負傷により中止

- ホナウド・ジャカレイ vs. ヨエル・ロメロ → ジャカレイの疾病により中止